# 이재은 (1966년)
이재은(1966년 2월 17일 ~ )은 대한민국의 배우이다.
== 학력 
서울 한양 여자고등학교 졸업 1985년
최종학력

## 출연 작품
=== 드라마 
- 2013년 KBS2 《비밀》 - 강유정의 교도소 동기 역
- 2014년 MBC 《앙큼한 돌싱녀》 - 찜질방 손님 역
- 2014년 JTBC 《12년만의 재회: 달래 된, 장국》 - 가사도우미 역
- 2014년 MBC 《왔다! 장보리》 - 오 선생 역
- 2014년 KBS2 《트로트의 연인》 - 시장 상인 역
- 2014년 MBC 《연애 말고 결혼》 - 치킨집 손님 역
- 2014년~2015년 KBS2 《가족끼리 왜 이래》 - 기차에서 강서울의 옆자리에 앉은 여자 역
- 2017년 MBC 《20세기 소년소녀》 - 청소부 역
- 2021년 ~ 2022년 SBS 《너의 밤이 되어줄게》 - 등산객 역
- 2022년 SBS 《악의 마음을 읽는 자들》 - 여관 주인 역

### 영화
- 2006년 《라디오 스타》 - 철물점 부인 역
- 2017년 《해빙》 - 병원 환자 4 역
- 2017년 《로마의 휴일》 - 슈퍼 아줌마 역
- 2019년 《악인전》 - 강경호 집 주인 역
- 2020년 《뮤직 앤 리얼리티》 - 욕쟁이 이모 역